# Uforglemmelig Kærlighed
Uforglemmelig Kærlighed er en fransk stumfilm fra 1908 af Albert Capellani.

## Medvirkende
- Paul Capellani som Frédéric
- Henri Desfontaines som Mitifio
- Henry Kraus som Balthazar
- Jeanne Grumbach som L'Arlésienne